# Sem Essa, Aranha
Sem Essa, Aranha é um filme brasileiro de 1970, de gênero comédia, dirigido pelo diretor Rogério Sganzerla. É uma obra intelectualizada e faz parte do Cinema marginal brasileiro.
O filme é um turbilhão de choque estético, sendo contra a qualquer vínculo narrativo e didático habitual. Conta com a participação de Jorge Loredo (Zé Bonitinho), Luiz Gonzaga, e Moreira da Silva. Em novembro de 2015 o filme entrou na lista feita pela Associação Brasileira de Críticos de Cinema (Abraccine) dos 100 melhores filmes brasileiros de todos os tempos.

## Sinopse
Autenticamente experimental, o filme exala brasilidade de uma maneira natural e espontânea. Os problemas nacionais da década de 1970 como fome, miséria, desigualdade social e falta de identidade nacional, são tratados no longa de uma forma abstrata. Aranha, (Jorge Loredo) assim como os outros personagens, percorrem pelo filme surtados, interagindo com a câmera, dizendo frases repetidas e nos mostrando a angústia e realidade suja de um país que é escondida.
Frases como: "êta planetinha metido a besta", "estou com fome, ai que dor de barriga", "o destino da humanidade é horripilante", são repetidas várias vezes durante o filme se misturando com o popularesco da música de Luiz Gonzaga e Moreira da Silva.

## Produção
O filme tem em cerca de quinze planos-sequência no estilo câmera-na-mão pelo cinegrafista Edson Santos. Os planos são blocos narrativos que não interagem entre si.
Saindo das produções na Boca do Lixo em São Paulo, Rogério Sganzerla junto com Júlio Bressane fundam sua própria produtora independente Belair Filmes, assim por não se preocupar em circulação e sim produção, o filme obteve uma certa liberdade narrativa.
"Continuio (...) buscando aquilo que o povo brasileiro espera de nós desde a chanchada: fazer do cinema brasileiro o pior do mundo”
— Sganzerla, Em Jornal do Brasil, 1970"

## Elenco
- Helena Ignez
- Jorge Loredo ... Aranha
- Maria Gladys
- Luiz Gonzaga
- Aparecida
- Moreira da Silva
- Neville de Almeida
- Lelé
- Guará Rodrigues [3]